# Heart of Steel
"Heart of Steel" is een nummer van het Oekraïense elektronische duo Tvorchi. Het nummer vertegenwoordigde Oekraïne op het Eurovisie Songfestival 2023 na het winnen van Vidbir 2023, de nationale selectie van Oekraïne. Het nummer mocht automatisch naar de grote finale, doordat het land vorig jaar het festival won. Tijdens de finale bereikte Tvorchi de zesde plaats.

## Achtergrond en compositie
Volgens het duo waarschuwt het nummer voor de gevaren van de nucleaire oorlogsvoering. In een interview zinspeelde het duo op het doel van de oprichting van het Eurovisie Songfestival als een van de inspiratiebronnen voor het nummer en zei dat "we in het verleden van deze wedstrijd hebben gekeken. Het Eurovisie Songfestival is na de Tweede Wereldoorlog in het leven geroepen om Europa opnieuw te verenigen. Vandaag de dag, terwijl sommigen spelen met nucleaire dreigingen, beschermen onze mensen met stalen harten het ganse Europa." Het nummer heeft een boodschap om niet op te geven bij tegenspoed, met een krachtig begin om de boodschap te symboliseren. 